# アレクサンドラ・ボイエ
アレクサンドラ・ボイエ（デンマーク語:  Alexandra Bøje、1999年12月6日 - ）は、デンマークの女子バドミントン選手。
BWF世界ランキング最高位は8位。

## 経歴
混合ダブルスでマシアス・クリスティアンセンとペアを組む。
2023年のシンガポール・オープンでは、決勝で渡辺勇大 / 東野有紗を破って優勝した。